# Incoterm
Incoterms eller international commerce terms är en serie av internationella handelstermer, standardiserade avtalsbegrepp, om hur varutransportkostnader och ansvar ska fördelas mellan köpare och säljare. De är grundläggande speciellt i internationella handelstransaktioner och överensstämmer bra med Lagen om internationella köp (U.N. Convention on Contracts for the International Sale of Goods, CISG).
Incoterms omfattar frågor som rör leveranser mellan köpare och säljare. Detta inkluderar hur produkter ska transporteras, vem som betalar för vad, import- och exportklarering, och vem som bär risken vid olika delar under transporten.
Incoterms uppdateras med jämna mellanrum för att avspegla förändrade förhållanden i världshandeln och ges ut av Internationella handelskammaren (ICC). Incoterms 2010 reviderades till en nya version Incoterms 2020 som lanserades av ICC Sweden i september 2019. De nya reglerna trädde i kraft den 1 januari 2020.
- Group E - Departure: 
  - EXW. Ex Works (Angiven plats)
- Group F - Main Carriage Unpaid: 
  - FCA. Free Carrier (Angiven plats)
  - FAS. Free Alongside Ship (Angiven lastningshamn)
  - FOB. Free On Board (Angiven lastningshamn)
- Group C - Main Carriage Paid: 
  - CFR. Cost and Freight (Angiven lossningshamn)
  - CIF. Cost, Insurance and Freight (Angiven lossningshamn)
  - CPT. Carriage Paid To (Angiven lossningshamn)
  - CIP. Carriage and Insurance Paid to (Angiven lossningshamn)
- Group D - Arrival: 
  - DDP.  Delivered Duty Paid (Angiven destination)
  - DPU.  Delivered At Place Unloaded NY FR.O.M. 2020-01-01 (Ersätter DAT för att undvika förväxling med DAP)
  - DAP.  Delivered At Place NY FR.O.M. 2011-01-01

I tidigare versioner fanns även följande termer: 
- DAF.  Delivered At Frontier (Angiven plats) UTGICK 2011-01-01
- DES.  Delivered Ex Ship (Angiven hamn) UTGICK 2011-01-01
- DEQ.  Delivered Ex Quay (Angiven hamn) UTGICK 2011-01-01
- DDU.  Delivered Duty Unpaid (Angiven destination) UTGICK 2011-01-01
- DAT. Delivered At Terminal UTGICK 2020-01-01 (Ersatt av DPU)